# Асфодель
Асфодель (Asphodelus) — рід квіткових рослин підродини асфоделевих (Asphodelaceae), що містить близько 20 видів. 

## Загальний опис
Представники роду в природних умовах поширені у Середземномор'ї. Майже всі — багаторічні трав'янисті рослини без цибулини, з товстими кореневищами, обси́паними довгастими «шишками». Листки лінійні або жолобоподібні, прикореневі. Стебло просте або гіллясте, безлисте, несе на кінці досить великі квітки, білі, рідше жовті, іноді з пурпуровими смугами, зібрані в китиці або колоси. Кожна квітка складається з розділеного на 6 частин віночка, шести тичинок, що оточують тригніздову зав'язь розширеними основами (відмітна ознака роду від спорідненого роду Anthericum). Плід — майже куляста зморшкувата коробочка, розтріскується на три стулки.

## Поширення
У дикому вигляді  рослини трапляються в Південній Європі.  В горщиках розводять  асфодель білий (Asphodelus albus) і асфодель гіллястий (Asphodelus ramosus). У обох видів кореневище несе багато шишок, або бульб, зовні чорних, всередині білих, м'ясистих і соковитих, що містять багато крохмалю та цукру, значно більше, ніж цукрова тростина.
У Франції з цих бульб виробляють спирт; наприклад, у Лангедоці винокурні заводи отримують після бродіння і перегонки 8 вагових одиниць 86-градусного спирту з 100 одиниць соку, вичавленого з бульб білого асфоделю, що росте там у достатку. Асфодельний спирт чистий, без домішок сивушного масла і зберігає властивий рослині аромат. В Іспанії та Греції обидва названі види займають іноді великі простори на вологих луках, що здаються під час цвітіння ніби покриті снігом; бульби вживаються в їжу.

## Символіка
У стародавніх греків існувало міфічне уявлення про поля (або луки) асфоделів в Аїді (підземному світі), по яких блукали тіні померлих, що не вчинили злочинів, за які відправляли на «поля покарань», і не настільки героїчних і праведних, щоб потрапити в Елізіум. На полях асфоделів тіні лише втрачали спогади про колишнє життя, й асфодель був символом забуття.